# 84 هـ
84 هـ هي سنة في التقويم الهجري امتدت مقابلةً في التقويم الميلادي بين سنتي 703 و704.

## مواليد
- أيوب بن سليمان

## وفيات
- أيوب بن القرية
- روح بن زنباع
- عمران بن حطان